# 亞莉安娜·瑪麗
亞莉安娜·瑪麗（英語：Ariana Marie；1993年4月13日—），是一名美國色情女演員、視訊模特兒和舞者。她是2014年11月《閣樓》雜誌的「當月閣樓寵物」，她也多次獲得《AVN獎》和《成人產業獎》以及其他產業獎項的提名。2016年6月，亞莉安娜成為《VIXEN》的專屬女演員和模特代言人。

## 早年生活
亞莉安娜·瑪麗於1993年4月13日出生在美國德州達拉斯，一個有愛爾蘭、德國、比利時和波多黎各血統的家庭 。她還有三個哥哥，她是家裡的老么。在瑪麗還小的時候，全家就因為父親工作的關係而搬到佛羅里達州清水市，她也在那裡成長及畢業。而在畢業後她也曾短暫的從事過服務生的工作。瑪麗在16歲時把處女給了一個已經與她外出幾個月的男孩。她在高中時期曾有3個認真交往的男朋友，並在20歲進入色情產業之前與六個男人發生過性關係。在她提出分手後便下定決心追尋成人娛樂事業。她想要探索自己性的那一方面。

## 演藝生涯
2013年9月，20歲的亞莉安娜進入了色情產業。她拍攝的第一個色情場景是在《PornPros》與吉塞尔·马里（Giselle Mari）和丹尼·芒廷拍攝，這也是她首個硬調色情作品。瑪麗最初拍攝的報酬為一個場景1200美元，這個費用是「當今標準範圍的高價位」，但她的經紀人收取了40%的佣金；瑪麗最初並不知道這遠高於一般的10到20%佣金 。瑪麗的下一個經紀人收取較低的費用，但也促使她為與他友好的公司工作，以降低薪水。瑪麗一開始「專注於為傳統色情公司拍攝」 ，像是《Mile High》、《Bang Productions》、《Adam & Eve》、《女友製片》、《Kick Ass Pictures》、《惡魔天使》、《Pure Play Media》和《Pulse Distribution》等。之後她也為《MOFOS》、 《Bang Bros》、《HD Passion》、《Digital Desire》、《頑皮美國》、《Brazzers》和《Vixen》等成人網站拍攝。
2014年11月，她入選為《閣樓》雜誌地當月寵物，並在當月獲選為《Twistys.com》網站的「Twistys當月甜心」。2015年，瑪麗被《AVN獎》和《成人產業獎》提名為最佳新人，而在《AVN獎》「最佳三人性愛場景 - 女/女/男」項目的作品《Keisha》，共同被提名的演員是凱莎·格雷和曼紐爾·費拉拉。2016年，她再度獲得兩項《AVN獎》的「最佳三人性愛場景提名」。2020年，瑪麗被《VIXEN》選為「2020年度天使」，她將會接受到一個代表公司字母V的鑽石項鍊，這個2.9克拉的項鍊價值高達2萬美元，瑪麗也熱情地說：「我從一開始就愛上了Vixen這個品牌，多年來他們對我來說就像家人一樣」 。
當她在成人產業取得幾年的成功之後，瑪麗開始往視訊模特兒這方面涉足。2017年《美信》的一篇關於視訊模特兒的文章對瑪麗進行了介紹，指出她的房子「配備了攝影鏡頭，幾乎每個房間都可以為觀眾提供現場直播，包括淋浴間」，並引用瑪麗的話說「總共有八個 ，整個房子裡可能有十個攝影鏡頭」，有一個「全天候的訊息來源，讓粉絲們可以看到亞莉安娜·瑪麗生活中的一天。」 。在2017年《Glamour》雜誌的採訪中，瑪麗表示：「在學校一直表現很好，但這並沒有保持我的注意力。所以雖然我確信我可以通過大學，但我不知道我是否會有耐心」 。她還討論了她的成人電影事業如何改善她的財務狀況：
自從進入成人行業以來，我已經能夠還清所有債務，每月存入數千美元，將我的信用評分提高到接近完美，購買自己的房子和汽車，隨時隨地想旅行都可以，開始成立幾家企業，幫助有需要的朋友和家人，幫助支付我自己的婚禮費用，過上舒適、無經濟壓力的生活。所有這一切都發生在25歲之前。我無法想像如果沒有我的成人電影事業，我能否達成這件事。

## 私人生活
2015年，瑪麗表示不同意要求色情演員使用安全套的法案，並指出安全套在拍攝時會分散注意力，並表示了她對演員進行性傳播疾病檢測過程的信任。瑪麗在2018年《柯夢波丹》的一篇文章中表示，她最喜歡的安全套是「SKYN」，瑪麗聲稱它比其他安全套引起的刺激更少。據瑪麗說:「我和戴著它的男人口交，我甚至沒有聞到或嚐到任何東西。這讓我很高興，因為通常我會想吐，但用這款不會」。2018年8月，The Daily Dot將她評為虛擬實境中30位頂級色情明星之一。
截至2019年，瑪麗已經拍攝了160多部影片。據報導，在Twitter、Instagram和其他社交媒體網站之間，瑪麗擁有「超過一百萬的社交媒體粉絲」。她的身上有兩個刺青，包括右乳房和左臀部上方的數字15。她嫁給了退休的成人演員傑克·斯佩德。
到了2019年，瑪麗發現用自製內容推廣自己的品牌比在其他製作公司工作更有利可圖，儘管此後她為了「在行業內保持地位和知名度」，繼續在有限的基礎上為這些製作公司工作。
瑪麗做愛時最喜歡的姿勢是後背體位和側入體位。她還喜歡輕咬男人的耳朵或被他們親吻脖子還有腳，甚至覺得自己有一點戀腳癖。平常喜歡花時間在海灘上。她喜歡騎摩托艇和划船。她還喜歡去布希花園，每當她回去探望家人時至少都要去一次。而她在入行之前從來沒有嚐過精液的味道或是與其他女孩發生性關係。

## 獎項和提名

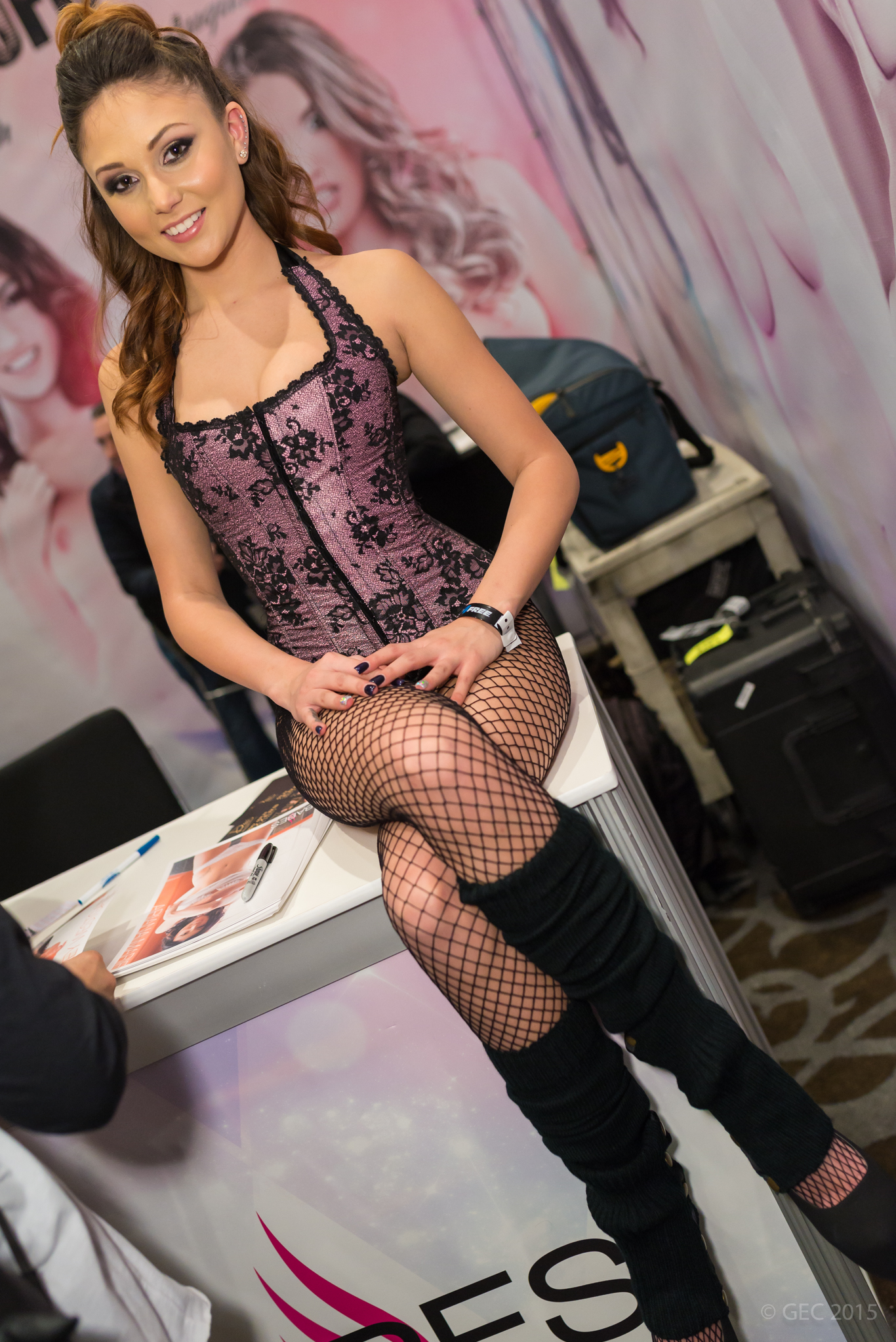
亞莉安娜在2015年AVN成人娛樂博覽會上

| 年分 | 獎項           | 項目                        | 作品                                                                  | 結果 |
| ---- | -------------- | --------------------------- | --------------------------------------------------------------------- | ---- |
| 2014 | 夜遊成人娛樂獎 | 最佳新人                    | 不適用                                                                | 提名 |
| 2015 | AVN獎          | 最佳新人                    | 不適用                                                                | 提名 |
| 2015 | AVN獎          | 粉絲獎：最可愛新人          | 不適用                                                                | 提名 |
| 2015 | AVN獎          | 最佳三人性愛場景 - 女/女/男 | Keisha （與凱莎·格雷和曼紐爾·費拉拉）                                 | 提名 |
| 2015 | 成人產業獎     | 最佳新人                    | 不適用                                                                | 提名 |
| 2016 | AVN獎          | 最佳三人性愛場景 - 男/男/女 | Slut Puppies 9（與朱爾斯·喬丹和克里斯·斯特羅克斯）                    | 提名 |
| 2016 | AVN獎          | 最佳三人性愛場景 - 女/女/男 | Just Jillian（與吉莉恩·詹森和艾瑞克·艾佛哈德）                        | 提名 |
| 2016 | 成人產業獎     | 最佳場景 - 全性愛發布       | Just Jillian                                                          | 提名 |
| 2017 | AVN獎          | 最佳肛交性愛場景            | Art of Anal Sex 2（與米克·布魯）                                      | 提名 |
| 2017 | AVN獎          | 最佳女/女性愛場景           | Let It Ride（與桑德拉·西克斯）                                        | 提名 |
| 2017 | 成人產業獎     | 最佳性愛場景 - 小插圖       | Art of Anal Sex 2                                                     | 提名 |
| 2018 | AVN獎          | 最佳肛交性愛場景            | Natural Beauties 2                                                    | 提名 |
| 2018 | AVN獎          | 最佳三人性愛場景 - 男/男/女 | Nerds                                                                 | 提名 |
| 2018 | AVN獎          | 最佳三人性愛場景 - 女/女/男 | Art of Anal Sex 4（與瑪莉·布朗克絲和Christian Clay）                  | 提名 |
| 2018 | 成人產業獎     | 年度女演員                  | 不適用                                                                | 提名 |
| 2019 | AVN獎          | 年度色情女演員              | 不適用                                                                | 提名 |
| 2019 | AVN獎          | 最佳雙插性愛場景            | Ariana Marie: A Little Bit Harder（與馬庫斯·杜普雷和史蒂夫·福爾摩斯） | 提名 |
| 2019 | AVN獎          | 最佳男/女性愛場景           | XXX Parodies（與贊德爾·科瓦斯）                                       | 提名 |
| 2019 | AVN獎          | 最佳女/女性愛場景           | Ariana Marie: A Little Bit Harder（與吉兒·卡西迪）                    | 提名 |
| 2019 | AVN獎          | 最佳三人性愛場景 - 男/男/女 | I Know Who You Fucked Last Halloween                                  | 提名 |
| 2019 | AVN獎          | 最佳三人性愛場景 - 女/女/男 | Icons（與阿林娜·洛佩斯和约翰尼·辛斯）                                 | 提名 |
| 2019 | AVN獎          | 最佳VR性愛場景              | Fidelo: The Penthouse Soiree                                          | 提名 |
| 2020 | AVN獎          | 最佳三人性愛場景 - 男/男/女 | Baller Tales – Top-Shelf Pussy                                        | 提名 |
| 2020 | AVN獎          | 最佳三人性愛場景 - 女/女/男 | Hardcore Threesomes 3                                                 | 提名 |
| 2020 | AVN獎          | 粉絲獎：最喜愛色情女星      | 不適用                                                                | 提名 |
| 2020 | 成人產業獎     | 最佳性愛場景 - 小插圖       | Anal Threesomes 5                                                     | 提名 |
| 2021 | AVN獎          | 最佳三人性愛場景 - 男/男/女 | Pushed In The Right Direction                                         | 提名 |
| 2021 | AVN獎          | 粉絲獎：最喜愛色情女星      | 不適用                                                                | 提名 |
| 2021 | AVN獎          | 年度主流媒體冒險者          | 不適用                                                                | 提名 |

## 外部連結
- 官方网站
- 亞莉安娜·瑪麗的X（前Twitter）
- 亞莉安娜·瑪麗的Instagram帳戶
- 亞莉安娜·瑪麗在互联网电影资料库（IMDb）上的資料（英文）
- 亞莉安娜·瑪麗在網際網路成人電影資料庫